# Factor nuclear 4 alfa de hepatocito
El factor nuclear 4 alfa de hepatocito (HNF4A) también conocido como NR2A1 (de sus siglas en inglés "nuclear receptor subfamily 2, group A, member 1") es un receptor nuclear codificado en humanos por el gen HGNC HNF4A .

## Función
La proteína HNF4A es un factor de transcripción que une ADN en forma de homodímero y controla la expresión de diversos genes, incluyendo la del factor nuclear 1 alfa de hepatocito, un factor de transcripción que regula la expresión de varios genes hepáticos. Esta proteína juega un importante papel en el desarrollo del hígado, del riñón y de los intestinos. se han asociado mutaciones en este gen con la enfermedad monogénica autosómica dominante diabetes mellitus tipo MODY (MODY 1). Se han descrito diversos transcritos alternativos de este gen.
HNF4A es necesario para la activación transcripcional de CYP3A4 mediada por PXR y el receptor constitutivo de androstano.

## Interacciones
La proteína HNF4A ha demostrado ser capaz de interaccionar con:
- Berberina[5]
- Beta-catenina[6]
- Receptor testicular 4[7]
- MED14[8][9]
- CREBBP[10][11]
- Shp[12]
- MED1[8][9]